# Iraj Pezeshkzad
Iraj Pezeshkzad (en persan : ایرج پزشکزاد, Iraj Pezeškzâd), né le 29 janvier 1927 à Téhéran et mort le 12 janvier 2022 à Los Angeles,, est un écrivain iranien et auteur du fameux roman persan Dā'i Jān Napoleon  (Cher oncle Napoléon, traduit sous le titre de Mon oncle Napoléon), publié au début des années 1970.

## Biographie

### Carrière
Iraj Pezeshkzad est né à Téhéran (Iran) en 1927 ; il a été formé en Iran et en France, où il a obtenu son diplôme de droit. Il a exercé comme juge dans les instances judiciaires iraniennes durant cinq ans avant de rejoindre le Corps diplomatique. Il a travaillé en tant que diplomate jusqu’à la révolution iranienne de 1979, et a quitté son poste aux Affaires étrangères pour résider en France après la révolution, où il rejoint Chapour Bakhtiar et son parti, le Mouvement National de la Résistance iranienne contre le régime islamique établi en Iran. Il est l'auteur de nombreux livres politiques favorables au parti (exemple : Moroori bar vagheye 15 khordad 42, az entesharat-e nehzat-e moghavemat-e melli-e Iran, Iraj Pezeshkzad).

### Œuvre littéraire
Iraj Pezeshkzad a commencé à écrire au début des années 1950 en traduisant Voltaire et Molière en persan et en rédigeant des histoires courtes pour des magazines. Ses divers romans s'intitulent Haji Mam-ja'far à Paris, Mashalah Khan à la Cour de Haroun al-Rashid, Asemun Rismun, Honar-e Mard beh ze Dolat-e oost, et Dai Jan Napoleon. Il est également l'auteur de pièces de théâtre et de divers articles au sujet de la révolution constitutionnelle iranienne de 1905-1911, la Révolution française, et la révolution russe.
Son roman le plus récent est Khanevade-ye Nik-Akhtar (La Famille Nik-Akhtar). Il a récemment publié son autobiographie, intitulée Golgashtha-ye Zendegi (Les Plaisirs terrestres de la vie).

### Mon oncle Napoléon
Son roman le plus célèbre, Mon oncle Napoléon, publié en 1973, a été acclamé par tout un pays, et unanimement reconnu comme un phénomène culturel par les critiques iraniens et internationaux. Satire sociale, le livre est considéré comme un chef-d’œuvre de la littérature contemporaine iranienne.
L’histoire se passe au début de la Seconde Guerre mondiale, dans un jardin de Téhéran où trois familles vivent sous la tyrannie d’un patriarche paranoïaque surnommé « cher oncle Napoléon ».
Dès sa publication, le livre, a été adapté pour la télévision sous la forme d'une série de quatorze épisodes, qui a immédiatement captivé l’imaginaire de toute une nation. Son histoire devient un point de repère culturel et ses personnages des symboles nationaux.
Le livre a été traduit en plusieurs langues dont l'anglais, l'allemand, le russe, l'italien et le français.